# Horní Branná
Horní Branná település Csehországban, Semilyi járásban. Horní Branná Benecko, Martinice v Krkonoších, Studenec, Jilemnice, Dolní Branná és Vrchlabí településekkel határos. Lakosainak száma 1873 fő (2024. január 1.).

## Népesség
A település lakosságának változását az alábbi diagram mutatja:
| Lakosok száma | 3422 | 3249 | 2852 | 1890 | 1665 | 1770 | 1873 | 1900 | 1879 | 1873 |
|               | 1869 | 1890 | 1921 | 1950 | 1980 | 2001 | 2017 | 2019 | 2022 | 2024 |